# Darusza
Darusza (arab. دروشه) – miejscowość w Syrii, w muhafazie Damaszek, w dystrykcie Katana. W 2004 roku liczyła 6091 mieszkańców.
27 czerwca 2012 roku w miejscowości miał miejsce zamach terrorystyczny na siedzibę telewizji Al-Ichbarijja.